# Päivi Aaltonen
Päivi Aaltonen (n. 12 decembrie 1952, Tampere, Finlanda) este o arcașă ce a reprezentat Finlanda, medaliată olimpică. A participat la 3 ediții ale Jocurilor Olimpice (1980, 1984, 1988) în care a câștigat o medalie de bronz.